# Вердиньш, Карлис
Карлис Вердиньш (латыш. Kārlis Vērdiņš; род. 28 июля 1979, Рига) — латвийский поэт, пишущий на латышском языке.
Окончил гимназию в Елгаве, затем Латвийскую академию культуры. В 2009 году защитил диссертацию доктора филологии в Латвийском университете; исследует жанр стихотворения в прозе в латышской литературе. Опубликовал монографию «Социальные и политические аспекты латышского стихотворения в прозе» (англ. The Social and Political Dimensions of the Latvian Prose Poem; 2011), составил антологию «Незаконнорождённая форма: Латвийская стихопроза» (латыш. Bastarda forma: Latviešu dzejprozas antoloģija; 2011).
Публикуется с 1997 года, в 2001 году выпустил первый сборник, за которым последовали ещё несколько. Книги стихов Вердиньша выходили также по-русски («Титры», 2003, издательство «АРГО-РИСК»), по-польски (в переводе Я. Денеля, 2009), по-чешски (2013), по-английски (2015) и по-словенски (2018). Опубликовал также четыре книги стихов для детей, одна из них вышла также в испанском переводе. Как переводчик выпустил на латышском языке книги стихов Чарльза Симика (2013) и Эмили Дикинсон (2017) и монографию Терри Иглтона «Марксизм и литературная критика» (2008), книгу детских стихов Даниила Хармса (2020), участвовал в переводе латышских изданий Уильяма Шекспира, Уолта Уитмена, Уильяма Батлера Йейтса, Томаса Стернза Элиота, Георга Тракля, Михаила Кузмина, Иосифа Бродского.
В 1999—2003 гг. редактировал молодёжный литературный журнал «Luna». В 2001—2009 гг. работал в издательстве, занимался выпуском Латвийской энциклопедии. Выступил редактором и составителем различных авторских книг и сборников.